# Матини (Калифорнија)
Матини (енгл. Matheny) насељено је место без административног статуса у америчкој савезној држави Калифорнија.

## Демографија
По попису из 2010. године број становника је 1.212.
| Група             | 2000.    | 2010.       |
| Белци             | 0 (0,0%) | 250 (20,6%) |
| Афроамериканци    | 0 (0,0%) | 44 (3,6%)   |
| Азијати           | 0 (0,0%) | 4 (0,3%)    |
| Хиспаноамериканци | 0 (0,0%) | 890 (73,4%) |
| Укупно            | 0        | 1.212       |